# Взрывы под Самарой (2013)
Взрывы и пожары на полигоне посёлка Нагорный  — чрезвычайная ситуация, создавшаяся вечером 18 июня 2013 на территории предприятия «Приволжский государственный боеприпасный испытательный полигон» (поселок Нагорный, входящий в состав города Чапаевск, Самарская область) и в его окрестностях.
Взрывы с разлётом осколков и целых снарядов продолжались в течение более суток и повторялись с периодичностью в несколько минут, взрывам сопутствовали пожары. Среди жителей посёлка и пассажиров проезжавших мимо предприятия автомобилей имеются пострадавшие, погиб один сотрудник предприятия. МЧС ввело режим Чрезвычайной ситуации. В районе катастрофы работали части МЧС и Министерства обороны РФ.

## Предыстория
ФКП «Приволжский государственный боеприпасный испытательный полигон» Минпромторга РФ расположено вблизи административной черты города Чапаевск и поселка Нагорный, в непосредственной близости от автодороги Р226 Самара-Волгоград. По разным данным здесь были складированы от 11 до 18 миллионов единиц боеприпасов, в основном снаряды калибра от 25 до 125 мм, реактивные снаряды, снаряды для зенитных установок, которые хранились (согласно сообщению корреспондента телеканала «Россия» Сергея Арсеничева) «открытым хранением» (под открытым небом) на стеллажах в деревянных ящиках. Обязательно полагающейся для таких хранилищ пожарной сигнализации полигон склад оборудован не был.

## Событие
Вечером 18 июня 2013 года около 18:30 по местному времени складированные на полигоне боеприпасы сдетонировали по неизвестной причине, начались пожары. По некоторым сообщениям, наблюдаемые очаги возгорания предшествовали взрывам.
В областном центре Самаре в 50 километрах от центра катастрофы, был слышен грохот первого взрыва и виден поднявшийся в воздух дымовой «гриб». В Youtube сразу появились кадры очевидцев.
Взрывы и сопровождавшие их пожары длились в течение двух суток. В результате катастрофы есть пострадавшие и раненые в основном с осколочными ранениями (более 30 потребовалась медицинская помощь, в т.ч. 12 детей госпитализировано) и жертвы (погиб рабочий полигона — гражданин Узбекистана Денис Жилин ). Свои дома вынуждены были покинуть 6,5 тыс. жителей, в том числе 825 детей и 1,8 тысячи пожилых людей. Всего за медицинской помощью обратились более 200 человек.
По сообщениям первых суток катастрофы, 9 человек были госпитализированы. Их состояние оценивалось как средней тяжести, все они получили осколочные ранения.
Осколки от взрывавшихся боеприпасов - артиллерийских снарядов разлетались в радиусе несколько километров, часть из них попали в проезжавшие мимо автомобили. Автотрасса Самара-Волгоград, проходящая вблизи полигона, с 34-го по 98-й километр была перекрыта. Она была усыпана большим количеством боеприпасов, в том числе осколками от снарядов калибра от 25 до 125 мм. Саперы собрали на трассе около 100 тыс. снарядов. По заявлению первого заместителя начальника ГУМЧС России по Самарской области Андрея Третьякова, снаряды были «рассыпаны по дороге, как горох, — в три-четыре слоя». По предварительным оценкам, на складах в районе полигона находилось более 11 млн. боеприпасов, многие из которых разнесло по округе взрывной волной ..

## Действия полиции, МЧС и армии
Полиция оцепила место чрезвычайной ситуации в радиусе 7-8 км. Радиус зоны Чрезвычайной Ситуации установлен в 4 км от эпицентра, радиус прикрытия – 8 км. В поселке работали спасатели МЧС, 40 военнослужащих саперов МО.
К ликвидации последствий чрезвычайной ситуации, согласно сообщению МЧС России, было привлечено свыше 1,5 тыс. человек, свыше 230 единиц техники, в том числе 11 воздушных судов.

Всего в ходе проведения спасательных работ сводными инженерно-саперными расчетами МЧС России и Минобороны России было обнаружено и обезврежено более 200 тысяч боеприпасов
По сообщению МЧС, к вечеру 20 июня «очаги возгорания на открытой площадке полигона были ликвидированы».

## Возвращение к нормальной ситуации
По сообщению регионального ГУ МЧС, автодорога Р226 Самара-Волгоград, которая была закрыта вечером 18 июня, 22 июня была открыта для движения транспорта. К 14:15 МСК движение полностью восстановлено.
«По состоянию на 16:00 мск обстановка в зоне ЧС стабильная. Все жители к 16:00 пятницы вернулись домой».

## Возможные объяснения причин
По сообщению Комсомольской правды, неназванные сотрудники МЧС объяснили причину взрывов следующим образом:

Взрывы происходят из-за того, что боеприпасы заливали холодной водой, а на улице стоит жара ... Из-за разницы температур снаряды и рвутся.
По другому неуточнённому сообщению из местного Управления МЧС «...их причиной стал технический сбой при ликвидации снарядов»

## Расследование
По факту следственными органами СK по Самарской области возбуждено уголовное дело по признакам преступления, предусмотренного ч. 1 ст. 217 УК РФ.
Как сообщил на пресс-конференции 21 июня 2013 прокурор по надзору за исполнением законов на особо режимных объектах прокуратуры Самары Владимир Миронов - в момент ЧС на складе насчитывалось  более  11,5 миллионов боеприпасов, в том числе 9,5 миллионов калибра 23 миллиметра, 600 тысяч снарядов 100-миллиметрового калибра и оставшиеся - 30-миллиметровые.
С полигоном еще в 1980-х годах был заключен контракт на утилизацию патронов и артиллерийских снарядов калибра от 23 до 100 мм и, возможно, боеприпасов авиационного назначения. Однако сроки исполнения в документах не оговаривались. Склад имел статус промежуточного, заградительных земляных валов, систем пожаротушения и других спецсистем, предусмотренных на стационарных складах, там не было.

Промежуточный склад - это обустроенная площадка примерно в один километр, обнесенная колючей проволокой, которая выходит на автотрассу Самара-Волгоград. На предприятии неоднократно сменялись руководители, однако боеприпасы так и не были  утилизированы... <...> Лицензию предприятию выдавал департамент по общему вооружению, боеприпасам и спецхимии, он же обязан был контролировать условия, в которых хранятся снаряды. Поэтому претензии после всех экспертиз и работы ведомственных комиссий будут предъявляться именно к нему